# بو لارشون
بو لارشون (سوئدی: Bo Larsson؛ ۵ مهٔ ۱۹۴۴ – ۱۸ دسامبر ۲۰۲۳) بازیکن فوتبال اهل سوئد بود.
از باشگاه‌هایی که وی در آنها بازی کرده‌است، می‌توان به باشگاه فوتبال مالمو و باشگاه فوتبال اشتوتگارت اشاره کرد.
وی همچنین در تیم‌های ملی فوتبال زیر ۲۱ سال سوئد و سوئد بازی کرده‌است.